# Танцюра Євген Петрович
Євге́н Петро́вич Танцю́ра (1976—2022) — український військовослужбовець, учасник російсько-української війни, кавалер ордена «За мужність» III ступеня. Внучатий племінник Гната Танцюри.

## Життєпис
Народився 1976 року в місті Гайсин Вінницької області. Освіту здобув у Одеській академії зв'язку, після чого проживав у Одесі та працював у торгівлі. Був активним учасником Євромайдану.
Потрапив до полку Азов у 2020 році, протягом 2021 року пройшов курс військової підготовки. З початком повномасштабного вторгнення захищав Маріуполь від російських окупантів.
Загинув 29 березня 2022 року від авіанальоту.
Без Євгена лишились дружина і син.

## Нагороди та вшанування
- Орден «За мужність» III ступеня[2].
- Медаль «За військову службу Україні»[3].
- Одна з вулиць Гайсина носить ім'я Є. Танцюри[4].
- У вересні 2024 році в Одесі вулицю Генерала Петрова перейменували на вулицю Євгена Танцюри.[5]